# Jean Delhaye
Jean Robert Emile Delhaye (Lourches, 25 de fevereiro de 1921 — Paris, 2 de abril de 2001) foi um astrônomo francês.
Após concluir o estudo secundário em Valenciennes, estudou na Universidade de Rennes e em Paris, obteve o doutorado na Sorbonne em 1950.

## Prêmios
- 1949 Prêmio Valz
- 1982 Medalha Karl Schwarzschild
- 1987 Prêmio Jules Janssen